# Neoleucinodes torvis
Neoleucinodes torvis is een vlinder uit de familie van de grasmotten (Crambidae), uit de onderfamilie van de Spilomelinae. De wetenschappelijke naam van deze soort is voor het eerst gepubliceerd in 1948 door Hahn William Capps.
De soort komt voor in Cuba, Colombia en Venezuela.